# Manny Pacquiao
Emmanuel "Manny" Dapidran Pacquiao (Kibawe, 17 de dezembro de 1978) é um boxeador e político filipino. Ele foi o primeiro campeão mundial em oito categorias de peso diferentes, tendo conquistado ao todo 11 títulos mundiais. Também foi o primeiro Campeão linear da história do boxe em 5 categorias de peso diferentes, o primeiro a vencer o campeonato principal em quatro categorias de peso diferentes, foi nomeado o lutador da década de 2000 pela Associação de Escritores de Boxe da América (BWAA). Ele inclusive foi três vezes lutador do ano pela The Ring e BWAA, ganhando o prêmio em 2006, 2007 e 2009.
Manny é o segundo atleta mais bem pago do mundo por desempenho (ganha em torno de R$ 50 milhões por luta, sendo duas por ano), perdendo apenas para o boxeador Floyd Mayweather (R$ 550 milhões por 6 lutas, ou seja, mais de R$90 milhões por luta). Pacquiao é avaliado como o segundo melhor lutador peso-por-peso no mundo pela maioria dos noticiários esportivos e sites de boxing, incluindo o The Ring, BoxRec.com, Sports Illustrated, ESPN, NBC Sports, entre outros. Fora do boxe, Pacquiao é cristão fervoroso e tem participado de atuações, gravações de música e política. Em maio de 2010, Pacquiao foi eleito para a Casa dos Representantes no 15.° Congresso das Filipinas, representando a província de Sarangani.

## Floyd Mayweather Jr. x Manny Pacquiao

### Contexto
"Mayweather x Pacquiao" começou a ser fortemente demandada em 2009. Na ocasião, Floyd voltou de uma breve reforma e derrotar Juan Manuel Márquez. Dois meses depois de Floyd bater Juan Manuel, Manny subiu para a mesma divisão dos meios-médios e derrotou Miguel Cotto. Quando este cenário se deu, o público achou que o único adversário para Mayweather era Pacquiao – e vice-versa.
Em 2010, "as tratativas e o não acordo da luta histórica" ganhou o "prêmio" de evento do ano da revista Ring Magazine.
No dia 20 de fevereiro de 2015, o confronto foi confirmado.

### Bolsas e Premiação

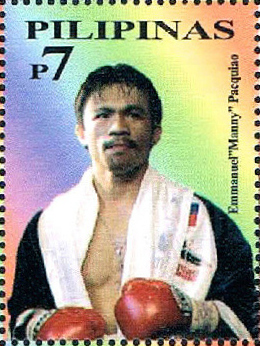
Selo filipino de 2008 em homenagem a Manny Pacquiao

Estima-se que as bolsas pagas aos lutadores fiquem, juntas, na casa dos US$ 250 milhões. Para se ter uma ideia, o time campeão da Libertadores 2015 receberá US$ 15 milhões.
Além disso, o vencedor levará para casa um cinturão de esmeraldas, com valor de US$ 1 milhão.
O cinturão foi escolhido após votação popular no site do Conselho Mundial de Boxe. Desenhado especialmente para o combate, ele será coberto por várias esmeraldas. A outra opção era semelhante, mas cravado em ônix.
| “ | "Esta exótica obra-prima foi criada especialmente para este combate único, que já está enfeitando as páginas da história do boxe.” | ” |

## Cartel no Boxe
| 62 Vitórias (39 nocautes, 23 por decisão), 7 Derrotas (3 por nocaute, 4 por decisão), 2 Empates |                            |                       |         |                       |                                                               |                                                                                                  |
| Resultado                                                                                       | Oponente                   | Tipo                  | Assalto | Data                  | Local                                                         | Notas                                                                                            |
| Derrota                                                                                         | Yordenis Ugás              | Decisião (unânime)    | 12 (12) | 21-08-2021            | T-Mobile Arena, Paradise, Nevada                              | Perdeu o título WBA dos meio-médios                                                              |
| Vitória                                                                                         | Keith Thurman              | Decisão (dividida)    | 12 (12) | 20-07-2019            | MGM Grand Garden Arena, Paradise, Nevada                      | Ganhou o título WBA dos meio-médios                                                              |
| Vitória                                                                                         | Adrien Broner              | Decisião (unânime)    | 12      | 19-01-2019            | MGM Grand Garden Arena, Paradise, Nevada                      | Mantém o título WBA dos meio-médios                                                              |
| Vitória                                                                                         | Lucas Matthysse            | Nocaute Técnico       | 7 (12)  | 15-07-2018            | Axiata Arena, Kuala Lumpur                                    | Ganhou o título WBA dos meio-médios                                                              |
| Derrota                                                                                         | Jeff Horn                  | Decisião (unânime)    | 12 (12) | 02-07-2017            | Suncorp Stadium, Brisbane, Queensland                         | Perdeu o título mundial do meio-médio da OMB.                                                    |
| Vitória                                                                                         | Jessie Vargas              | Decisião (unânime)    | 12 (12) | 5 de novembro de 2016 | Thomas & Mack Center, Paradise, Nevada                        | Ganhou os títulos OMB e o vago Linear na categoria meio-médio.                                   |
| Vitória                                                                                         | Timothy Bradley            | Decisião (unânime)    | 12 (12) | 9 de abril de 2016    | MGM Grand Garden Arena, Las Vegas, Nevada                     | Ganhou os títulos vacantes da OMB e o Linear do meio-médio.                                      |
| Derrota                                                                                         | Floyd Mayweather, Jr.      | Decisião (unânime)    | 12 (12) | 2015-02-05            | MGM Grand Garden Arena, Las Vegas, Las Vegas                  |                                                                                                  |
| Vitória                                                                                         | Chris Algieri              | Decisão (unânime)     | 12 (12) | 2014-23-11            | The Venetian Macao, Macau, SAR                                | Defendeu o título mundial meio-médio da OMB.                                                     |
| Vitória                                                                                         | Timothy Bradley            | Decisão (unânime)     | 12 (12) | 2014-12-5             | MGM Grand Garden Arena, Las Vegas, Las Vegas                  | Venceu o título mundial meio-médio da OMB.                                                       |
| Vitória                                                                                         | Brandon Rios               | Decisão (unânime)     | 12 (12) | 2013-24-11            | The Venetian Macau, Macau, Macau                              | Venceu o título interino mundial meio-médio da WBO.                                              |
| Derrota                                                                                         | Juan Manuel Márquez        | Nocaute               | 6 (12)  | 2012-12-08            | MGM Grand Garden Arena, Las Vegas, Estados Unidos             | Perdeu o título mundial meio-médio da WBO.                                                       |
| Derrota                                                                                         | Timothy Bradley            | Decisão (dividida)    | 12 (12) | 2012-06-09            | MGM Grand Garden Arena, Las Vegas, Estados Unidos             | Perdeu o título mundial meio-médio da OMB.                                                       |
| Vitória                                                                                         | Juan Manuel Márquez        | Decisão (majoritária) | 12 (12) | 2011-11-12            | MGM Grand Garden Arena, Las Vegas, Estados Unidos             | Manteve o título mundial meio-médio da OMB.                                                      |
| Vitória                                                                                         | Shane Mosley               | Decisão (unânime)     | 12 (12) | 2011-05-07            | MGM Grand Garden Arena, Las Vegas, Estados Unidos             | Manteve o título mundial meio-médio da OMB.                                                      |
| Vitória                                                                                         | Antonio Margarito          | Decisão (unânime)     | 12 (12) | 2010-11-13            | Cowboys Stadium, Arlington, Estados Unidos                    | Ganhou o título mundial vago médio-ligeiro da CMB.                                               |
| Vitória                                                                                         | Joshua Clottey             | Decisão (unânime)     | 12 (12) | 2010-03-13            | Cowboys Stadium, Arlington, Estados Unidos                    | Manteve o título mundial meio-médio da OMB.                                                      |
| Vitória                                                                                         | Miguel Cotto               | Nocaute Técnico       | 12 (12) | 2009-11-14            | MGM Grand Garden Arena, Las Vegas, Estados Unidos             | Ganhou o título mundial meio-médio da OMB e o cinturão diamante de CMB.                          |
| Vitória                                                                                         | Ricky Hatton               | Nocaute               | 2 (12)  | 2009-05-02            | MGM Grand Garden Arena, Las Vegas, Estados Unidos             | Ganhou o título mundial peso-leve da The Ring e da OIB.                                          |
| Vitória                                                                                         | Oscar de la Hoya           | Nocaute Técnico       | 8 (12)  | 2008-12-06            | MGM Grand Garden Arena, Las Vegas, Estados Unidos             | Luta não-válida pelo título, lutou na categoria meio-médio.                                      |
| Vitória                                                                                         | David Díaz                 | Nocaute Técnico       | 9 (12)  | 2008-06-28            | Mandalay Bay, Las Vegas, Estados Unidos                       | Ganhou o título mundial peso-leve da CMB.                                                        |
| Vitória                                                                                         | Juan Manuel Márquez        | Decisão (dividida)    | 12 (12) | 2008-03-15            | Mandalay Bay, Las Vegas, Estados Unidos                       | Manteve o título da CMB e ganhou o título mundial super-pena da The Ring.                        |
| Vitória                                                                                         | Marco Antonio Barrera      | Decisão (unânime)     | 12 (12) | 2007-10-06            | Mandalay Bay, Las Vegas, Estados Unidos                       | Manteve o título internacional super-pena da CMB.                                                |
| Vitória                                                                                         | Jorge Solís                | Nocaute               | 8 (12)  | 2007-04-14            | Alamodome, San Antonio, Estados Unidos                        | Manteve o título internacional super-pena da CMB.                                                |
| Vitória                                                                                         | Érik Morales               | Nocaute               | 3 (12)  | 2006-11-18            | Thomas and Mack Center, Las Vegas, Estados Unidos             | Manteve o título internacional super-pena da CMB.                                                |
| Vitória                                                                                         | Óscar Larios               | Decisão (unânime)     | 12 (12) | 2006-07-02            | Araneta Coliseum, Cidade Quezon, Filipinas                    | Manteve o título internacional super-pena da CMB.                                                |
| Vitória                                                                                         | Érik Morales               | Nocaute Técnico       | 10 (12) | 2006-01-21            | Thomas and Mack Center, Las Vegas, Estados Unidos             | Manteve o título internacional super-pena da CMB.                                                |
| Vitória                                                                                         | Héctor Velázquez           | Nocaute Técnico       | 6 (12)  | 2005-09-10            | Staples Center, Los Angeles, Estados Unidos                   | Ganhou o título internacional super-pena da CMB.                                                 |
| Derrota                                                                                         | Érik Morales               | Decisão (unânime)     | 12 (12) | 2005-03-19            | MGM Grand Garden Arena, Las Vegas, Estados Unidos             | Luta pelo título internacional vago super-pena da CMB e IBA.                                     |
| Vitória                                                                                         | Fahsan Por Thawatchai      | Nocaute Técnico       | 4 (12)  | 2004-12-11            | Fort Bonifacio Global City, Taguig, Filipinas                 | Manteve o título mundial peso-pena da The Ring.                                                  |
| Empate                                                                                          | Juan Manuel Márquez        | Empate                | 12 (12) | 2004-05-08            | MGM Grand Garden Arena, Las Vegas, Estados Unidos             | Luta pelo título mundial peso-pena da WBA e IBF.                                                 |
| Vitória                                                                                         | Marco Antonio Barrera      | Nocaute Técnico       | 11 (12) | 2003-11-15            | Alamodome, San Antonio, Estados Unidos                        | Ganhou o título mundial peso-pena da The Ring.                                                   |
| Vitória                                                                                         | Emmanuel Lucero            | Nocaute               | 3 (12)  | 2003-07-26            | Olympic Auditorium, Los Angeles, Estados Unidos               | Manteve o título mundial super-galo da IBF.                                                      |
| Vitória                                                                                         | Serikzhan Yeshmagambetov   | Nocaute Técnico       | 5 (10)  | 2003-03-15            | Parque Rizal, Manila, Filipinas                               |                                                                                                  |
| Vitória                                                                                         | Fahprakorb Rakkiatgym      | Nocaute               | 1 (12)  | 2002-10-26            | Rizal Memorial College Gym, Davao, Filipinas                  | Manteve o título mundial super-galo da IBF.                                                      |
| Vitória                                                                                         | Jorge Eliecer Julio        | Nocaute Técnico       | 2 (12)  | 2002-06-08            | The Pyramid, Memphis, Estados Unidos                          | Manteve o título mundial super-galo da IBF.                                                      |
| Empate                                                                                          | Agapito Sánchez            | Empate Técnico        | 6 (12)  | 2001-11-10            | Bill Graham Civic Auditorium, San Francisco, Estados Unidos   | Luta pela unificação dos títulos mundiais super-galo da WBO e IBF.                               |
| Vitória                                                                                         | Lehlohonolo Ledwaba        | Nocaute Técnico       | 6 (12)  | 2001-06-23            | MGM Grand Garden Arena, Las Vegas, Estados Unidos             | Ganhou o título mundial super-galo da IBF.                                                       |
| Vitória                                                                                         | Wethya Sakmuangklang       | Nocaute               | 6 (12)  | 2001-04-28            | Kidapawan City, Cotabato, Filipinas                           | Manteve o título mundial super-galo da CMB.                                                      |
| Vitória                                                                                         | Tetona Senrima             | Nocaute Técnico       | 5 (12)  | 2001-02-24            | Manila, Filipinas                                             | Manteve o título mundial super-galo da CMB.                                                      |
| Vitória                                                                                         | Nedal Hussein              | Nocaute Técnico       | 10 (12) | 2000-10-14            | Ynares Center, Antipolo, Filipinas                            | Manteve o título mundial super-galo da CMB.                                                      |
| Vitória                                                                                         | Senchio Noie Chae          | Nocaute Técnico       | 1 (12)  | 2000-06-28            | Araneta Coliseum, Cidade Quezon, Filipinas                    | Manteve o título super-galo da CMB.                                                              |
| Vitória                                                                                         | Anel Barotillo             | Nocaute               | 4 (12)  | 2000-03-04            | Ninoy Aquino Stadium, Manila, Filipinas                       | Manteve o título mundial super-galo da CMB.                                                      |
| Vitória                                                                                         | Reynante Jamili            | Nocaute               | 2 (12)  | 1999-12-18            | Elorde Sports Complex, Parañaque, Filipinas                   | Ganhou o título mundial super-galo da CMB.                                                       |
| Derrota                                                                                         | Medgoen Singsurat          | Nocaute               | 3 (12)  | 1999-09-17            | Pakpanag Metropolitan Stadium, Nakhon Si Thammarat, Tailândia | Pacquiao estava com peso acima da categoria. Perdeu o título mundial peso-mosca da CMB.          |
| Vitória                                                                                         | Gabriel Mira               | Nocaute Técnico       | 4 (12)  | 1999-04-24            | Araneta Coliseum, Cidade Quezon, Filipinas                    | Ele manteve o título mundial peso-mosca da CMB.                                                  |
| Vitória                                                                                         | Tobi Toba                  | Nocaute Técnico       | 3 (10)  | 1999-02-20            | Kidapawan, Cotabato, Filipinas                                |                                                                                                  |
| Vitória                                                                                         | Chatchai Sasakul           | Nocaute               | 8 (12)  | 1998-12-04            | Tonsuk College Ground, Phutthamonthon, Tailândia              | Ganhou o título mundial peso-mosca da CMB.                                                       |
| Vitória                                                                                         | Shin Interao               | Nocaute Técnico       | 1 (10)  | 1998-05-18            | Korakuen Hall, Tóquio, Japão                                  |                                                                                                  |
| Vitória                                                                                         | Panomdej Ohyuthanakorn     | Nocaute               | 1 (12)  | 1997-12-06            | South Cotabato Stadium, Koronadal, Cotabato do Sul, Filipinas | Ele manteve o título peso-mosca da OPBF.                                                         |
| Vitória                                                                                         | Martin Lu the King Magramo | Decisão (unânime)     | 10 (10) | 1997-09-13            | Cebu, Filipinas                                               |                                                                                                  |
| Vitória                                                                                         | Chocalho Chockvivat        | Nocaute               | 5 (12)  | 1997-06-26            | Mandaluyong, Filipinas                                        | Ganhou o título peso0mosca da OPBF.                                                              |
| Vitória                                                                                         | Ariel Austria              | Nocaute Técnico       | 6       | 1997-05-30            | Almendras Gym, Davao, Filipinas                               |                                                                                                  |
| Vitória                                                                                         | Wook-Ki Lee                | Nocaute               | 1 (10)  | 1997-04-24            | Makati, Filipinas                                             |                                                                                                  |
| Vitória                                                                                         | Mike Luna                  | Nocaute               | 1 (10)  | 1997-03-03            | Muntinlupa, Filipinas                                         |                                                                                                  |
| Vitória                                                                                         | Sung-Yul Lee               | Nocaute Técnico       | 2       | 1996-12-28            | Muntinlupa, Filipinas                                         |                                                                                                  |
| Vitória                                                                                         | Ippo Gala                  | Nocaute Técnico       | 2       | 1996-07-27            | Mandaluyong, Filipinas                                        |                                                                                                  |
| Vitória                                                                                         | Bert Batiller              | Nocaute Técnico       | 4       | 1996-06-15            | Mandaluyong, Filipinas                                        |                                                                                                  |
| Vitória                                                                                         | André Santana              | Nocaute Técnico       | 4       | 1996-05-05            | Manila, Filipinas                                             |                                                                                                  |
| Vitória                                                                                         | Marlon Carillo             | Decisão (unânime)     | 10 (10) | 1996-04-27            | Manila, Filipinas                                             |                                                                                                  |
| Derrota                                                                                         | Rustico Torrecampo         | Nocaute               | 3       | 1996-02-09            | Mandaluyong, Filipinas                                        | Pacquiao ultrapassou o limite de peso da categoria e foi forçado a lutar com luvas mais pesadas. |
| Vitória                                                                                         | Marcio Lima                | Decisão (unânime)     | 5       | 1996-01-13            | Parañaque, Filipinas                                          |                                                                                                  |
| Vitória                                                                                         | Rola Toyogon               | Decisão (unânime)     | 10 (10) | 1995-12-09            | Manila, Filipinas                                             |                                                                                                  |
| Vitória                                                                                         | Rudolfo Fernandez          | Nocaute Técnico       | 3 (10)  | 1995-11-11            | Mandaluyong, Filipinas                                        |                                                                                                  |
| Vitória                                                                                         | Renato Mendones            | Nocaute Técnico       | 2 (8)   | 1995-10-21            | Puerto Princesa, Palawan, Filipinas                           |                                                                                                  |
| Vitória                                                                                         | Pirulito Lagoa             | Decisão (unânime)     | 8 (8)   | 1995-10-07            | Makati, Filipinas                                             |                                                                                                  |
| Vitória                                                                                         | Matheus Viera Reis         | Nocaute               | 3       | 1995-09-16            | Mandaluyong, Filipinas                                        |                                                                                                  |
| Vitória                                                                                         | Renan Barone               | Decisão (unânime)     | 6 (6)   | 1995-08-03            | Mandaluyong, Filipinas                                        |                                                                                                  |
| Vitória                                                                                         | Dele Decierto              | Nocaute Técnico       | 2       | 1995-07-01            | Mandaluyong, Filipinas                                        |                                                                                                  |
| Vitória                                                                                         | Rocky Palma                | Decisão (unânime)     | 6 (6)   | 1995-05-01            | Montano Hall, Cavite, Filipinas                               |                                                                                                  |
| Vitória                                                                                         | Pinto Montejo              | Decisão (unânime)     | 4 (4)   | 1995-03-18            | Mindoro Ocidental, Filipinas                                  |                                                                                                  |
| Vitória                                                                                         | Edmund Enting Ignacio      | Decisão (unânime)     | 4 (4)   | 1995-01-22            | Mindoro Ocidental, Filipinas                                  | Estreia no boxe profissional na categoria de mosca ligeiro.                                      |

## Política
Ele concorreu na Eleição presidencial das Filipinas em 2022.